# Clara Law
Clara Law est une réalisatrice hong-kongaise née le 29 mai 1957 à Macao, qui a réalisé plusieurs films en Australie.

## Biographie

### Premières années
Clara Law est née le 29 mai 1957 à Macao. À l'âge de 10 ans, elle s'installe à Hong Kong. Elle étudie à l'Université de Hong Kong et obtient un diplôme en littérature anglaise. En 1978, elle rejoint Radio Television Hong Kong en tant qu'assistante de production et de réalisation. Durant cet emploi, elle s'essaye à de nombreux aspects de la télévision, de l'écriture de scénario à la réalisation. Entre 1978 et 1981, elle réalise douze programmes dramatiques pour la chaîne de télévision. En 1982, elle comment à étudier la réalisation cinématographique et l'écriture à la National Film and Television School en Angleterre. Elle  remporte le Silver Plaque Award au Festival international du film de Chicago en 1985 pour son film de fin d'études They Say the Moon is Fuller Here.

### Carrière

#### 1985–1994
En 1985, elle retourne à Hong Kong et commence le développement de son premier long métrage The Other Half and the Other Half, sorti en 1988.[7][8] Depuis ce retour, elle travaille avec Eddie Fong sur tous ses projets. En 1989, elle réalise son deuxième film The Reincarnation of Golden Lotus. Le film a été projeté au Festival du film de Toronto et distribué commercialement aux États-Unis. Un an plus tard, elle signe Farewell China qui remporte le Prix Spécial du Jury au Festival de Turin. Elle a également été nommée à la réalisation aux Hong Kong Film Awards pour le film. Elle réalise ensuite Fruit Punch en 1991, un film commercial produit par un grand studio de cinéma de Hong Kong.
En 1992, elle réalise et produit Autumn Moon qui est un succès dans le circuit des festivals de cinéma, remportant notamment le Léopard d'Or au Festival du Film de Locarno en 1992, ainsi que le Prix du meilleur film de l'Association européenne des théâtres d'art et le Prix spécial du jury jeunesse en Suisse et le Meilleur scénario à Valence (1994). Il est également été primé dans des festivals de cinéma en Belgique et au Portugal. Autumn Moon est par ailleurs sélectionné pour des projections officielles au Festival du film de New York ainsi qu'à Sundance, Toronto, Londres, Rotterdam, Göteborg, Thessalonique, Nantes, San Francisco, Créteil, Dublin, Porto Rico, Seattle, Jérusalem, New Delhi, Wellington, Soleil de minuit Finlande, Rio de Janeiro, Reykjavik, Gand, Munich, Ankara, Sydney et Melbourne.
En 1993, elle sort  La Tentation d'un bonze, une adaptation d'une nouvelle de Lillian Lee entièrement tournée dans le nord et le nord-ouest de la Chine. Le film est sélectionné en compétition à la Mostra de Venise en 1993. Il remporte par ailleurs le Grand Prix au Festival international du film de femmes de Créteil en France (1994) et se trouve sélectionné pour des projections officielles aux festivals de films de Toronto, Sundance, Rotterdam et Brisbane, ainsi que comme film de clôture du Festival du film de Los-Angeles. En 1994, Law termine un segment du film Érotique intitulé Wonton Soup.

#### 1994 – présent
Elle déménage en Australie avec Eddie Fong, son conjoint, en 1995,. Le premier film du couple en Australie est Floating Life, achevé en 1996, qui remporte le Léopard d'argent au Festival du film de Locarno en 1996, ainsi que deux autres prix, dont celui du meilleur film. Il est sélectionné pour le Prix FICC et le prix "Ambiente salute: Qualita di vita". Il remporte par ailleurs les prix du meilleur film et de la meilleure réalisation au Festival international du film de Gijon en Espagne, ainsi que le Grand Prix du Festival international du film de femmes de Créteil en France. Il est nommé pour trois prix aux Australian Film Institute Awards, dont celui du meilleur réalisateur et du meilleur scénario, et reçoit neuf nominations au Golden Horse International Film Festival à Taïwan, dont les prix du meilleur film, du meilleur réalisateur et du meilleur scénario. Floating Life était également l'entrée officielle de l'Australie dans la catégorie du meilleur film en langue étrangère lors de la 69e cérémonie des Oscars (1997). Le film est également projeté aux festivals de Sydney, Melbourne, Londres, Rotterdam, Hof, Stockholm, Toronto et Hawaï.
La Déesse de 1967, tourné dans l'arrière-pays australien et à Tokyo, est achevé en 2000 et sélectionné en compétition au Festival du film de Venise en 2000 où Rose Byrne a remporte le prix de la meilleure actrice. Le film empoche le Prix de la meilleure réalisation au Festival international du film de Chicago et au Festival du film d'art de Teplice en Slovaquie, ansi que le Prix de la critique FIPRESCI du meilleur film au Festival du film de Tromsø en Norvège. Il bénéficie par ailleurs de projections officielles aux festivals de cinéma de Toronto, Londres, Pusan, Hof, Vancouver, Hawaï, Taipei, Rotterdam, Jérusalem, Karlovy Vary et Oslo.
Clara Law réalise son premier documentaire numérique en 2004 intitulé Letters to Ali avec Eddie Fong à la co-production, au montage et à la photo. Le film est sélectionné en compétition au Festival du Film de Venise et pour des projections officielles aux festivals du film de Toronto, Pusan, Göteborg et Melbourne. Elle réalise ensuite Like a Dream en 2009, qui marque son retour en Asie. Le film est nommé dans neuf catégories aux Golden Horse Awards 2009.
Elle inaugure le Festival international du film de Hong Kong en 2010 est réalise à cette occasion un court métrage de commande, Red Earth, également sélectionné dans la catégorie Horizon au Festival du film de Venise 2010, catégorie Horizon.

#### Style
Les films de Clara Law explorent des thèmes liés à la migration et à l'exil, notamment la loyauté, la famille, l'amour et la nostalgie. Elle utilise des styles visuels et narratifs variés tout au long de son œuvre pour interroger la dislocation culturelle et ses effets sur les individus et les communautés.

## Filmographie
- 1985 : They Say the Moon Is Fuller Here
- 1988 : The Other Half and the Other Half (Wo ai tai kong ren)
- 1989 : The Reincarnation of Golden Lotus (Pan Jin Lian zhi qian shi jin sheng)
- 1990 : Farewell China (Ai zai bie xiang de ji jie)
- 1991 : Yes! yi zu
- 1992 : Qiu yue
- 1993 : La Tentation d'un bonze
- 1994 : Xi chu bawang
- 1994 : Erotique
- 1996 : Floating Life
- 2000 : La Déesse de 1967 (The Goddess of 1967)
- 2004 : Letters to Ali
- 2009 : Like a Dream (documentaire)
- 2010 : Red Earth (court-métrage)
- 2015 : The Unbearable Lightness of Inspector Fan
- 2020 : Drifting Petals